# Travis Padgett
Travis Padgett (Shelby, 13 dicembre 1986) è un velocista statunitense.

## Biografia
Nel 2008, nel corso dei trials statunitensi validi come selezione per i Giochi olimpici di Pechino, corre in 9"89 sui 100 metri piani, suo primato personale e record NCAA. Nella finale dei 100 m, aiutato da un vento a favore oltre i limiti, corre in 9"85 classificandosi però quarto, posizione che non gli permette di qualificarsi per la gara dei 100 m alle Olimpiadi.
A Pechino partecipa solamente alla prova della staffetta 4×100 metri; in semifinale però la squadra statunitense, composta dallo stesso Padgett, Rodney Martin, Darvis Patton e Tyson Gay, viene eliminata a causa di un errore in fase di cambio.

## Palmarès
| Anno | Manifestazione  | Sede    | Evento  | Risultato | Prestazione | Note |
| ---- | --------------- | ------- | ------- | --------- | ----------- | ---- |
| 2008 | Giochi olimpici | Pechino | 4×100 m | Batteria  | dnf         |      |
| 2011 | Mondiali        | Taegu   | 4×100 m | Finale    | dnf         |      |